# Jungfrau
Jungfrau (Tysk: "jomfru") er det højeste bjerg i bjergmassivet af samme navn, og er beliggende i Berner Oberland regionen af de Schweiziske Alper, med udsigt over Wengen. Jungfrau er 4.158 m.o.h. De andre to bjerge i massivet er Eiger (3.970 m.o.h.) med sin berømte nordside, og Mönch (4.099 m.o.h.). 
Jungfrau ligger på grænsen mellem de to kantoner Valais og Bern.

## Galleri
- Jungfrau set fra byen Interlaken og gletsjeren Giesen
- Aletsch-gletsjer
- Tandhjulstogbane på Jungfrau
- Udsigt fra Jungfrau
- Aletsch-gletsjer